# Samhällskunskap 3
Samhällskunskap 3 är en kurs som finns att läsa på gymnasieskolor runt om i Sverige. Det är en 100 poängskurs och är en fördjupning på den föregående kursen Samhällskunskap 2. Syftet med kursen "Samhällsvetenskap" är att eleverna ska bredda, fördjupa och utveckla sina kunskaper om människors livsvillkor med utgångspunkt i olika samhällsfrågor, skriver Skolverket på sin hemsida.

## Vad säger skolverket?
Så här skriver Skolverket om att eleverna ska i kursen Samhällskunskap få förutsättningarna att utveckla följande:
Kunskaper om demokrati och de mänskliga rättigheterna, såväl de individuella som de kollektiva rättigheterna, samhällsfrågor, samhällsförhållanden samt olika samhällens organisation och funktion från lokal till global nivå utifrån olika tolkningar och perspektiv.
1. Kunskaper om historiska förutsättningars betydelse för dagens samhälle samt om hur olika ideologiska, politiska, ekonomiska, sociala och miljömässiga förhållanden påverkar och påverkas av individer, grupper och samhällsstrukturer.
2. Förmåga att analysera samhällsfrågor och identifiera orsaker och konsekvenser med hjälp av samhällsvetenskapliga begrepp, teorier, modeller och metoder.
3. Förmåga att söka, kritiskt granska och tolka information från olika källor samt värdera källornas relevans och trovärdighet.
4. Förmåga att uttrycka sina kunskaper i samhällskunskap i olika presentationsformer.

## [4]Examinationsformer i kursen
Sätt att visa sina kunskaper på:
- Muntligt
- Skriftligt

### Muntlig redovisning
Det betyder att man kan redovisa och visa sina kunskaper genom en presentation framme i klassrummet eller med andra medel som man kommit överens med läraren. En annan form av muntlig redovisning kan vara seminarium. Ett seminarium kan gå till på olika sätt. Ett sätt kan vara att en mindre grupp elever sitter i en ring och pratar utifrån frågor eller fritt om ämnet. Läraren sitter oftast med, men annars kan man använda sig av inspelningsverktyg. Diskussion kan även vara som ett seminarium men under diskussionen pratar eleverna mer fritt och kan flika in och lägga till fakta. Eleverna kan även ställa följdfrågor till de andra i diskussionen.

### Skriftlig redovisning
En skriftlig redovisning kan vara en uppsats där eleven får skriva om ämnet och utgå från frågor eller någon enstaka fråga. Ett annat sätt att visa sina kunskaper på är genom att skriva prov. Provet är utformat med frågor som eleverna ska svara på. Det kan vara korta frågor som behöver enkla svar och svårare frågor som behöver ett längre och utförligare svar. Det finns även enklare sätt att testa kunskaperna på, till exempel kryss frågor eller ett frågesport.

## [3]Centralt innehåll i kursen
- Globalisering, samt betydelsen av ekonomisk-, politiskt- och demokratiskt perspektiv. Samt för de olika nivåerna, individ-, grupp- och samhällsnivå. Analys av utmaningar som jorden står inför.
- Vetenskapsteori
- Hur vetenskapliga begrepp används i samhällsdebatten och på det viset påverkar individen hur den ser på sig själv, andra och på samhället.
- Användning av samhällsvetenskapliga begrepp, teorier, modeller och metoder i arbetet med samhällsfrågor.
- Källkritisk granskning, värderingar och tolkningar av information.